# 三叶结

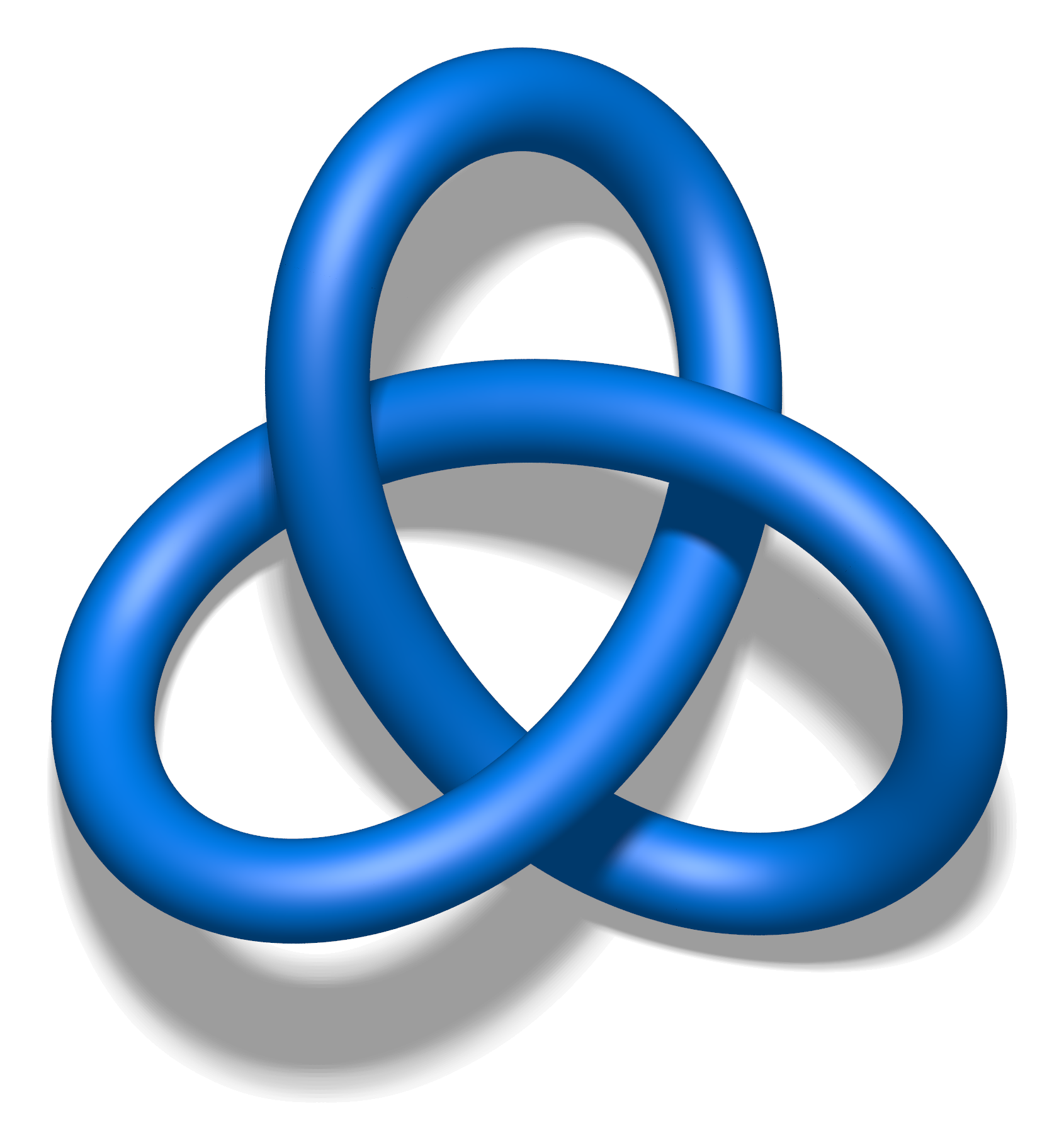
三叶结

在纽结理论中，三叶结（trefoil knot）31是一种最简单的非平凡纽结。可以用反手結连接两个末端而达成。它是唯一一种有3个交叉的纽结。它也可以描述为 (2,3)-环面纽结。由於三葉結的結構極為簡單，它是研究紐結理論很重要的基本案例，在拓撲學、幾何學、物理學、化學領域，有廣泛的用途。

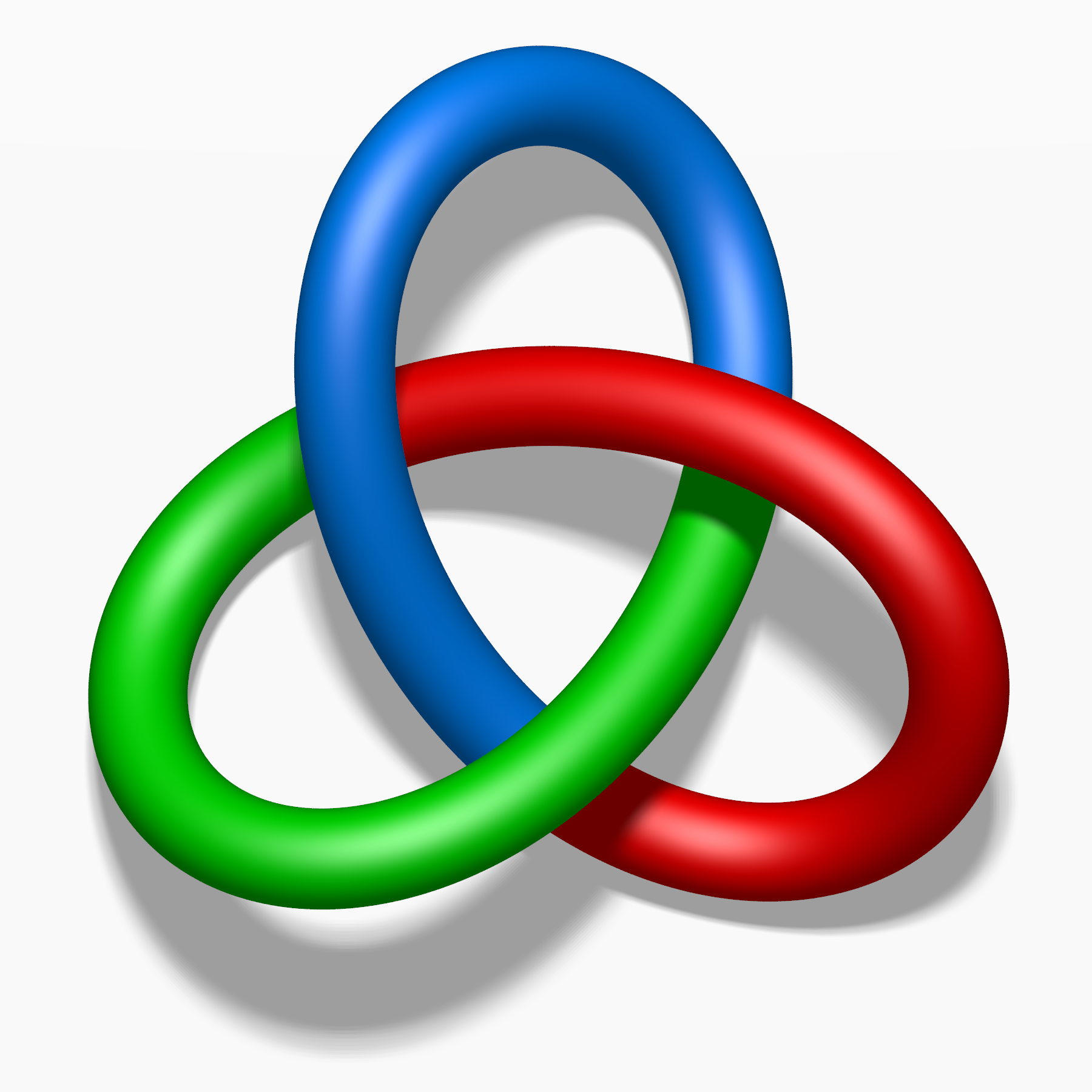

三叶结得名于植物三叶草。

## 描述
三叶结可以由以下的参数方程确定：
{\displaystyle x=\sin t+2\sin 2t}
{\displaystyle \qquad y=\cos t-2\cos 2t}
{\displaystyle \qquad z=-\sin 3t}
三叶结也可以看作(2,3)-环面纽结。对应的参数方程为：
{\displaystyle x=(2+\cos 3t)\cos 2t}
{\displaystyle \qquad y=(2+\cos 3t)\sin 2t}
{\displaystyle \qquad z=\sin 3t}
与它们同痕的纽结还是三叶结。它们的镜像也称为三叶结。
三叶结还可以定义为{\displaystyle \mathbb {C} ^{2}}中三维球面{\displaystyle |z|^{2}+|w|^{2}=1}和曲线{\displaystyle z^{2}+w^{3}=0}的交。

## 性质
三叶结是最简单的非平凡纽结。它是一个素纽结，也是交错纽结。
三叶结有两个版本，它们互成镜像，彼此不相同痕，分别称为左手三叶结和右手三叶结。
它的亚历山大多项式是：
{\displaystyle \Delta (t)=t-1+t^{-1}}
康威多项式是：
{\displaystyle \nabla (z)=z^{2}+1}
琼斯多项式是：
{\displaystyle V(q)=q^{-1}+q^{-3}-q^{-4}}
Kauffman多项式是：
{\displaystyle L(a,z)=za^{5}+z^{2}a^{4}-a^{4}+za^{3}+z^{2}a^{2}-2a^{2}}
HOMFLY多项式是：
{\displaystyle P(a,z)=-a^{4}+a^{2}z^{2}+2a^{2}}
它的纽结群具有下述表示：
{\displaystyle \langle x,y\mid x^{2}=y^{3}\rangle }
或：
{\displaystyle \langle \sigma _{1},\sigma _{2}\mid \sigma _{1}\sigma _{2}\sigma _{1}=\sigma _{2}\sigma _{1}\sigma _{2}\rangle }
这和三股辫群是同构的。

## 使用三葉結設計的圖案
三叶结在1989年至2007年被用作香港亞洲電視的台徽。
國際羊毛局的純羊毛標誌是一束結為三葉結的毛線。
莫里茨·科内利斯·埃舍尔：